# 올림픽 도미니카 연방 선수단
도미니카 연방은 1996년 올림픽에 처음 참가했고 그 이후로 각 대회에 참가해 왔다. 도미니카 연방은 아직 올림픽에서 메달을 획득하지 못했다.
도미니카 연방 올림픽 위원회는 1993년에 결성되어 독립 후 20년이 지난 1998년에 승인을 받았다.
도미니카 연방은 2014년에 동계 올림픽에 데뷔했다.

## 대회별 메달 집계

### 하계 올림픽 메달 집계
| 경기                  | 선수          | 금 | 은 | 동 | 합계 | 순위 |
| 1996년 애틀랜타       | 6             | 0  | 0  | 0  | 0    | –    |
| 2000년 시드니         | 4             | 0  | 0  | 0  | 0    | –    |
| 2004년 아테네         | 2             | 0  | 0  | 0  | 0    | –    |
| 2008년 베이징         | 2             | 0  | 0  | 0  | 0    | –    |
| 2012년 런던           | 2             | 0  | 0  | 0  | 0    | –    |
| 2016년 리우데자네이루 | 2             | 0  | 0  | 0  | 0    | –    |
| 2020년 도쿄           | 2             | 0  | 0  | 0  | 0    | –    |
| 2024년 파리           | 미래의 이벤트 |    |    |    |      |      |
| 2028년 로스앤젤레스   | 미래의 이벤트 |    |    |    |      |      |
| 2032년 브리즈번       | 미래의 이벤트 |    |    |    |      |      |
| 합계                  | 합계          | 0  | 0  | 0  | 0    | –    |

### 동계 올림픽 메달 집계
| 경기                         | 선수          | 금            | 은            | 동            | 합계          | 순위          |
| 2014년 소치                  | 2             | 0             | 0             | 0             | 0             | –             |
| 2018년 평창                  | 불참          |               |               |               |               |               |
| 2022년 베이징                | 불참          |               |               |               |               |               |
| 2026년 밀라노-코르티나담페초 | 미래의 이벤트 | 미래의 이벤트 | 미래의 이벤트 | 미래의 이벤트 | 미래의 이벤트 | 미래의 이벤트 |
| 합계                         | 합계          | 0             | 0             | 0             | 0             | –             |

## 같이 보기
- 동계 올림픽에 참가한 열대 국가